# Tarso Marques
Tarso Anibal Santanna Marques (ur. 19 stycznia 1976 w Kurytybie) – brazylijski kierowca wyścigowy startujący niegdyś w Formule 1 w zespole Minardi w sezonach 1996-1997 oraz 2001.

## Kariera
Karierę rozpoczął od kartingu w którym przez 5 lat zdobywał doświadczenie. W 1993 roku rozpoczął starty w Południowoamerykańskiej Formule 3, a następnie przeniósł się do Europy, gdzie wystartował w Formule 3000. W sezonie 1995, w drugim roku startów, został sklasyfikowany na piątej pozycji w końcowej klasyfikacji kierowców F3000.
W 1996 roku niespodziewanie dostał szansę debiutu w Formule 1 w barwach ekipy Minardi. Wystartował w dwóch wyścigach, jednak żadnego nie ukończył. Sezon 1997 rozpoczął jako kierowca testowy włoskiego teamu, ale od Grand Prix Francji, kiedy Jarno Trulli przeszedł do ekipy Prost, Marques ponownie reprezentował zespół Minardi. Wystartował we wszystkich pozostałych wyścigach sezonu z wyjątkiem jednego (wykluczenie z powodu zbyt niskiej wagi podczas kwalifikacji), a najlepszym jego osiągnięciem było 10 miejsce podczas Grand Prix Wielkiej Brytanii.
Po roku przerwy z powodu braku sponsora w 1999 roku zadebiutował w amerykańskiej serii Champ Car, startując w zespole Rogera Penske. Sezon ukończył na 9 miejscu w klasyfikacji generalnej. Kontynuował starty również w 2000 roku, jednak bez większego sukcesu.
Powrót Tarso Marquesa do Formuły 1 nastąpił w 2001 roku, także do Minardi. Startował wtedy u boku Fernando Alonso. Wyniki Brazylijczyka odbiegały jednak od oczekiwań i rezultatów partnera z zespołu i na trzy rundy przed zakończeniem sezonu został zastąpiony przez Malezyjczyka Alexa Yoonga, zostając tym samym zdegradowanym do roli kierowcy testowego włoskiej stajni. Tę samą rolę pełnił również w 2002 roku. 
W sezonie 2004 powrócił do serii Champ Car, gdzie wystartował w trzech rundach w zespole Dale Coyne Racing. Ukończył tylko jedną rundę na 18 miejscu, co dało mu 22. miejsce w klasyfikacji ogólnej z dorobkiem 9 punktów. W 2005 roku wystartował już tylko w jednej eliminacji, kończąc ją jednak na najlepszej w karierze 11 pozycji. 10 punktów dało mu 24. miejsce.
Pojawiły się spekulacje, że Marques mógł za sprawą dużego budżetu po raz czwarty powrócić do F1. Ostatecznie jednak do tego nie doszło i od 2006 roku wystartował w TC2000 (argentyńskich wyścigach samochodów turystycznych), a następnie w Stock Car Brasil.

## Starty w Formule 1
| Sezon | Zespół | Konstruktor      | Zgł. | PKT | P.   | P1 | P2 | P3 | Punkt. | PP | NO | NS | DK | NZ |
| --- | --- | ---------------- | ---- | --- | ---- | -- | -- | -- | ------ | -- | -- | -- | -- | -- |
| 2001 | Minardi | Minardi-European | 14   | -   | 22   | -  | -  | -  | -      | -  | -  | 7  | 1  | -  |
| 1997 | Minardi | Minardi-Hart     | 9    | -   | NC   | -  | -  | -  | -      | -  | -  | 5  | -  | -  |
| 1996 | Minardi | Minardi-Ford     | 2    | -   | NC   | -  | -  | -  | -      | -  | -  | 2  | -  | -  |
| Razem | 1 | 3                | 25   | -   | 1x22 | -  | -  | -  | -      | -  | -  | 14 | 1  | -  |
| Sezon | Zespół | Konstruktor      | Zgł. | PKT | P.   | P1 | P2 | P3 | Punkt. | PP | NO | NS | DK | NZ |
| \| Legenda \| Legenda \| \| ------------------------------------------ \| ------------------------------------------------------------------------------------------------------------------------------------------------------------------------------------------------------------------------------------------------------------------------------------------------------------------------------------------------------------------------------------------------------------------------------ \| \| Zgł. PKT P. P1 P2 P3 Punkt. PP NO NS DK NZ \| Liczba zgłoszeń do wyścigów Liczba zdobytych punktów Pozycja zajęta w klasyfikacji generalnej Liczba zwycięstw Liczba drugich miejsc Liczba trzecich miejsc Wyścigi, w których kierowca punktował Liczba zdobytych pole position Liczba zdobytych najszybszych okrążeń Wyścigi, w których kierowca był niesklasyfikowany Wyścigi, w których kierowca był zdyskwalifikowany Wyścigi, do których kierowca się nie zakwalifikował \| | |                  |      |     |      |    |    |    |        |    |    |    |    |    |
| Legenda | |                  |      |     |      |    |    |    |        |    |    |    |    |    |
| Zgł. PKT P. P1 P2 P3 Punkt. PP NO NS DK NZ | Liczba zgłoszeń do wyścigów Liczba zdobytych punktów Pozycja zajęta w klasyfikacji generalnej Liczba zwycięstw Liczba drugich miejsc Liczba trzecich miejsc Wyścigi, w których kierowca punktował Liczba zdobytych pole position Liczba zdobytych najszybszych okrążeń Wyścigi, w których kierowca był niesklasyfikowany Wyścigi, w których kierowca był zdyskwalifikowany Wyścigi, do których kierowca się nie zakwalifikował |                  |      |     |      |    |    |    |        |    |    |    |    |    |